# Reserva natural parcial de Peloño
La reserva natural parcial de Peloño es una zona boscosa situada en el concejo de Ponga (Principado de Asturias) que está incluida en el parque natural de Ponga y que está recogida en la Red Ambiental de Asturias, aunque todavía no está oficialmente declarada como tal. Su nombre tiene su origen en el bosque de Peloño que ocupa la mayor parte de la reserva; el bosque está compuesto fundamentalmente por hayas y por pequeños robledales, también se pueden encontrar acebo, enebro rastrero en las zonas altas y arándano. Se asemeja bastante, salvando las distancias, al bosque de Muniellos. 
Ocupa una extensión de algo más de 15 km² y está surcado por diversos arroyos que confluyen en el arroyo de la Canalina, todas estas aguas convergen en el río Sella en las cercanías del desfiladero de los Beyos. Se trata de la mayor masa forestal del oriente de Asturias y uno de los hayedos mejor conservados de España. Geográficamente está situado al oeste de los Picos de Europa.
La fauna es la característica de la cordillera Cantábrica en la que destaca la presencia esporádica de oso pardo, y la más permanente de urogallo, jabalí, rebeco y lobo. 
Además del aprovechamiento ganadero en las zonas de pasto, se realizan aprovechamientos cinegéticos y madereros; no es extraño ver en otoño a lugareños cortando algunos árboles para hacer leña para el invierno.

## Accesos
Existen diversas zonas, rutas y picos que se pueden visitar en el área del bosque; en todo caso la ruta más habitual y sencilla para adentrarse en el bosque consiste en partir del camino que sale de Les Bedules. En Les Bedules  existe una pequeña zona para dejar el vehículo y continuar andando o en bicicleta, se puede llegar a Les Bedules desde San Juan de Beleño tomando la carretera PO-2 en dirección a Viego que conduce hasta la Collada Llomena donde una pista se desvía a la derecha y se dirige en dirección sur a Les Bedules.
Desde Les Bedules la pista asciende hasta la Collada de Granceno, durante la ascensión ya se pueden observar algunas hayas, una vez se llega hasta la Collada de Granceno la pista sigue en dirección sur adentrándose en la zona más frondosa del bosque de Peloño. La pista sale del bosque a través de la ascensión a la Collada Güaranga, desde aquí la pista conduce al arroyo Roabín y posteriormente al valle de Arcenorio.
El trazado indicado constituye una antigua calzada romana que unía la costa de Ribadesella con la meseta de Castilla a través de Arcenorio.